# Lijstervliegenvanger
De lijstervliegenvanger (Agricola infuscatus synoniem: Melaenornis infuscatus, Bradornis infuscatus) is een zangvogel uit de familie Muscicapidae (vliegenvangers).

## Verspreiding en leefgebied
Deze soort telt 5 ondersoorten:
- A. i. benguellensis: zuidelijk Angola en noordwestelijk Namibië.
- A. i. namaquensis: Namibië (behalve het noordwesten en zuidwesten) en uiterst westelijk Botswana.
- A. i. placidus: Botswana (behalve het westen) en het noordelijke deel van Centraal-Zuid-Afrika.
- A. i. seimundi: het zuidelijke deel van Centraal-Zuid-Afrika.
- A. i. infuscatus: van zuidwestelijk Namibië tot zuidwestelijk Zuid-Afrika.